# Sommer-Paralympics 2004/Reiten
Bei den Sommer-Paralympics 2004 in Athen wurden im Markopoulo Olympic Equestrian Centre in neun Veranstaltungen Medaillen im Dressurreiten vergeben.

## Klassen
Die Wettkämpfe im Reiten wurden in die folgenden vier Behinderungsgrade eingeteilt:
- Grad 1: Hauptsächlich Rollstuhlfahrer mit schlechter Körperbalance und/oder Beeinträchtigung beider Arme und Beine, oder ohne Körperbalance und guter Armfunktionalität, oder mäßiger Körperbalance und wesentlicher Schädigung beider Arme und Beine.
- Grad 2: Hauptsächlich Rollstuhlfahrer, aber auch schwer Körperbehinderte mit eingeschränkter Rumpfkontrolle und guter bis mäßiger Armkontrolle oder einseitiger Schädigung.
- Grad 3: Gehfähig ohne Hilfe, Rollstühle können bei längeren Distanzen benötigt werden. Geringe einseitige Behinderung, oder geringe Behinderung beider Arme und Beine, oder erhebliche Behinderung der Armfunktionalität. Völlige Blindheit oder geistige Behinderung.
- Grad 4: Behinderung in einer oder zwei Extremitäten, oder Sehbehinderung.

## Wettkampf
Männer und Frauen stellen in gemeinsamen Wettbewerben ihre Pferde vor.
Für jeden Behinderungsgrad gibt es Einzelwettbewerbe in der Dressur, einmal eine Pflicht (Championatsaufgabe) und einmal die gesondert gewertete Kür auf Musik. Dazu kommt der Mannschaftswettbewerb, in dem jeweils vier Reiter antreten können. Treten vier Reiter an, stellt einer die Streichwertung.

## Deutsche Mannschaft
Hannelore Brenner musste als hohe Favoritin auf einen Start in der Pflicht verzichten, da ihre Stute Fabiola auf Grund einer Huflederhautentzündung aus dem Wettbewerb genommen werden musste. Die Kür bestritt sie auf Roquefort, dem Pferd ihrer Mannschaftskameradin Bianca Vogel. Obwohl ihr kaum Zeit blieb, sich auf das Tier einzustellen, erreichte sie mit ihm den zweiten Platz. Auch die Mannschaft erreichte den zweiten Platz.

## Medaillenspiegel
| Platz  | Land                   | Gold | Silber | Bronze | Gesamt |
| ------ | ---------------------- | ---- | ------ | ------ | ------ |
| 1      | Vereinigtes Königreich | 5    | 0      | 3      | 8      |
| 2      | Norwegen               | 2    | 0      | 0      | 2      |
| 2      | Schweden               | 2    | 0      | 0      | 2      |
| 4      | Deutschland            | 0    | 4      | 1      | 5      |
| 5      | Südafrika              | 0    | 2      | 0      | 2      |
| 6      | Niederlande            | 0    | 1      | 2      | 3      |
| 7      | Australien             | 0    | 1      | 1      | 2      |
| 8      | Vereinigte Staaten     | 0    | 1      | 0      | 1      |
| 9      | Kanada                 | 0    | 0      | 2      | 2      |
| 10     | Belgien                | 0    | 0      | 1      | 1      |
| Gesamt | Gesamt                 | 11   | 11     | 11     | 33     |

## Medaillengewinner
| Disziplin             | Gold | Silber                                                                             | Bronze                                                                               |
| --------------------- | --- | ---------------------------------------------------------------------------------- | ------------------------------------------------------------------------------------ |
| Einzel Pflicht Grad 1 | Lee Pearson auf Blue Circle Boy                                                                                           | Jan Pike auf Dr Doolittle                                                          | Sophie Christiansen auf Hotstuff                                                     |
| Einzel Pflicht Grad 2 | Irene Slaettengren auf Larino                                                                                             | Joop Stokkel auf Pegasus                                                           | Gert Bolmer auf Lodewijk Nic Tustain auf Prinz Heinrich                              |
| Einzel Pflicht Grad 3 | Deborah Criddle auf Figaro IX                                                                                             | Bianca Vogel auf Roquefort 16                                                      | Bettina Eistel auf Aaron                                                             |
| Einzel Pflicht Grad 4 | Ann Cathrin Lübbe auf Zanko                                                                                               | Philippa Johnson auf Burgmans Benedict                                             | Karen Brain auf Dasskara                                                             |
| Einzel Kür Grad 1     | Lee Pearson auf Blue Circle Boy                                                                                           | Lynn Seidemann auf Phoenix B                                                       | Jan Pike auf Dr Doolittle                                                            |
| Einzel Kür Grad 2     | Irene Slaettengren auf Larino                                                                                             | Hannelore Brenner auf Roquefort 16                                                 | Nic Tustain auf Prinz Heinrich                                                       |
| Einzel Kür Grad 3     | Deborah Criddle auf Figaro IX                                                                                             | Bettina Eistel auf Aaron                                                           | Bert Vermeir auf Den Eik Heino                                                       |
| Einzel Kür Grad 4     | Ann Cathrin Lübbe auf Zanko                                                                                               | Philippa Johnson auf Burgmans Benedict                                             | Karen Brain auf Dasskara                                                             |
| Mannschaft            | Vereinigtes Königreich Deborah Criddle/Figaro IX Anne Dunham/Olret Lee Pearson/Blue Circle Boy Nic Tustain/Prinz Heinrich | Deutschland Bettina Eistel/Aaron Britta Näpel/Loverboy 9 Bianca Vogel/Roquefort 16 | Niederlande Gert Bolmer/Lodewijk Joop Stokkel/Pegasus Sjerstin Vermeulen/Jeffrey STV |